# Jean Paumen
 (février 2023).
Si vous disposez d'ouvrages ou d'articles de référence ou si vous connaissez des sites web de qualité traitant du thème abordé ici, merci de compléter l'article en donnant les références utiles à sa vérifiabilité et en les liant à la section « Notes et références ».
Jean Paumen est un philosophe belge né le 28 juillet 1923 et mort le 27 mars 2012.

## Vie et œuvre
Professeur de philosophie à l’Université libre de Bruxelles, il y a marqué des générations d’étudiants.
Paumen est l’auteur de livres et d’articles consacrés à des philosophes modernes et contemporains, de même qu’à des questions de morale et de métaphysique.
La littérature est très présente dans l’œuvre de Paumen, où interviennent Dostoïevski, Roger Martin du Gard, Faulkner, etc.

## Principales publications
- Le spiritualisme existentiel de René Le Senne, Paris, Presses Universitaires de France, 1949.
- Fortunes de la Question de l'Homme : Kant, Weber, Jaspers, Heidegger, Conrad, Giono, Bruxelles, Ousia, 1991  (ISBN 2-87060-030-5).
- Trois rédemptions du moi : Pascal, Nietzsche, Proust, Bruxelles, Ousia, 1997  (ISBN 2-87060-060-7).
- Approches de la fidélité, Bruxelles, Ousia, 2001  (ISBN 2-87060-086-0).
- L. Couloubaritsis, A. Mazzù (éds.), Horizons de l’herméneutique : Gadamer, Paumen, Trias, Bruxelles, Ousia, 2008.